# Johan Severin Svensson
Johan Severin Svensson, född 5 mars 1898, död 4 juli 1981, var en svensk som överlevde förlisningen av RMS Titanic. 
Han är också känd under namnet John Cervin Svensson, det namn han antog i USA. 

## Biografi

### Bakgrund
Han var född i Knäred i Halland som äldste son till Sven Peter Johansson och Elisabeth Jönsdotter. Hans far och hans syster emigrerade till USA år 1911, och bosatte sig i South Dakota. Även hans farbror Isak bodde i USA. Hela familjen skulle emigrera en efter en, och året därpå var det Johan Severins tur. Han var då fjorton år gammal och den äldsta av syskonen i Sverige. 
Han var en av 113 svenskar som reste i tredje klass på Titanic, och steg ombord i Southampton. Hans mor hade sytt in 15 kronor i hans kläder att användas i en nödsituation. Han beskrev senare resan som trevlig. Han inkvarterades i den del av skeppet där ogifta män i tredje klass reste och delade möjligen hytt med syskonen Asplund. Han lärde känna tolv andra pojkar och tillsammans utforskade de fartyget. 

### Förlisningen
Svensson märkte ingenting av kollisionen, utan väcktes när någon knackade på dörren och väckte hans hyttkamrater. Han förstod ingenting av det engelska språket, men steg upp, klädde på sig och tog på sig ett livbälte när han såg sina engelsktalande hyttkamrater göra det. Då han kom ut i korridoren märkte han att det fanns vatten på golvet.
Många passagerare i tredje klass hade svårt att hitta upp till första klass båtdäck där livbåtarna fanns utan vägvisare. Svensson hade dock lärt sig fartygets geografi och lyckades ta sig upp till livbåtarna på babordssidan. Han vägrades dock tillträde till två livbåtar i rad på grund av sitt kön. När han såg livbåt nummer 16 firas ned, tog han ett beslut och hoppade ned i båten från relingen i vad han senare skulle kalla "a leap for life".
Svensson plockades upp av Carpathia liksom de andra i hans livbåt, och uppges ha klättrat energiskt uppför repstegen. Han förmodades först vara en passagerare i första klass och visades därför till avdelningen för första klass-passagerare på Carpathia. När personalen senare tittade närmare på hans kläder, visades han dock ned till tredje klass. Han letade då efter sina vänner från Titanic, men insåg att han var den enda som överlevt.

### Senare liv
Efter ankomsten till New York blev han liksom många andra svenska passagerare från tredje klass inkvarterad på Lutherska Emigranthemmet. Ingen från hans familj fanns i New York för att möta honom, eftersom de alla utgick ifrån att han hade omkommit. Han använde då de pengar hans mor sytt in i hans kläder för att telegrafera till sin familj att komma och hämta honom. Liksom andra överlevande från Titanic var han eftersökt av journalister, och blev fotograferad och intervjuad av Nordstjernan.
Johan Severin Svensson antog i USA namnet John Cervin Svensson och bosatte sig hos sin far i South Dakota och sedan i Kalifornien. Hans syskon emigrerade den ena efter den andra till USA, men hans mor avled 1914 och hann aldrig göra det själv.